# Rio Obim
O rio Obim (às vezes, riacho Obim) é um  curso de água que banha o estado da Paraíba, no Brasil.
É o principal formador do rio Cabocó, embora muitas narrativas históricas relatem que já desaguou diretamente no Paraíba próximo à cidade de Santa Rita. Presume-se que, em virtude de o baixo rio Paraíba ser uma região de várzea e aluviões, o rio tenha naturalmente mudado de curso para desaguar no Cabocó ao longo dos séculos. 
Já foi conhecido por diversos nomes históricos, tais como Iniobi, Inobi, Inoby, Hinjouy, Hiniouÿ, Hiniuis, Iobim, Nhuobi e Inhobim. No seu baixo curso, recebe o nome de rio Engenho Novo. Obim significa “verde” em tupi, segundo Coriolano de Medeiros e vários tupinólogos.